# Cuisine malienne
La cuisine malienne peu connue mais pourtant très riche et très variée, se rapprochant beaucoup de celle des pays d'Afrique de l'Ouest, la cuisine malienne est essentiellement préparée à base de riz ou de mil avec des sauces préparées auxquelles on ajoute, selon la recette, de la viande, des légumes, du poisson, sans oublier les épices et huiles.

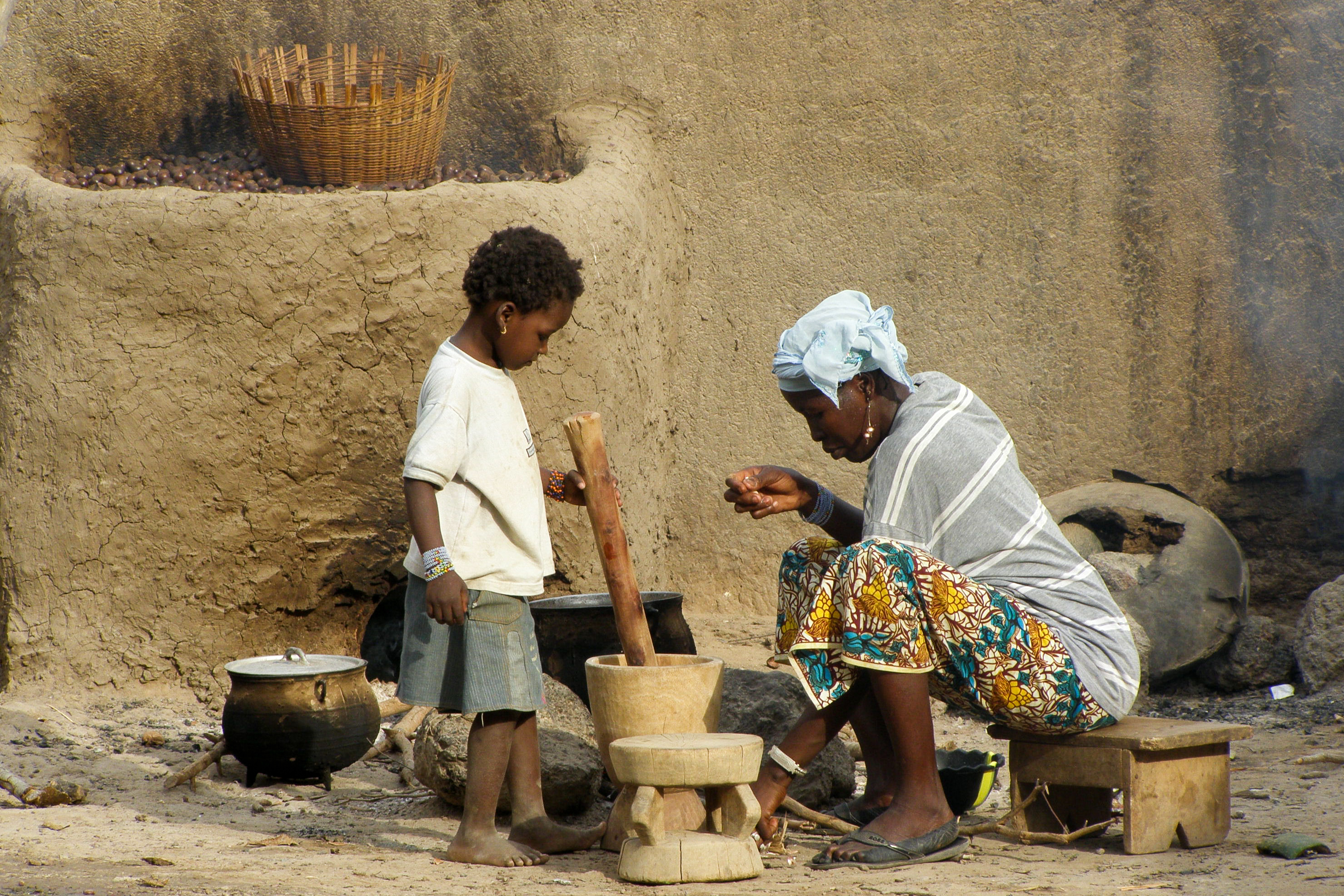
Préparation traditionnelle de la cuisine au Mali

## Ingrédients

### Légumes
- pomme de terre
- haricots verts
- carottes
- lentilles
- oignons
- aubergine du Mali
- gombo
- chou
- courgette
- navet

### Fruits courants
- mangue (de mars à juillet),
- pastèque (d'octobre à janvier)
- zaban (de mai à août)
- orange,
- citron
- tomate
- papaye
- pomme cannelle
- pomme cajou
- goyave
- grenade
- jujube
- ananas
- banane
- courgette
- navet

### Viandes
- poulet
- mouton,
- bœuf
- buffle
- Pintade
- Chèvre
- Dinde

### Fines herbes et assaisonnements
Pas de safran, ni de cardamome au Mali mais du soumbala condiment extrait des graines de néré, Saalén (poisson capitaine fumé, séché et salé en poudre) ainsi que d’autres poissons séchés en poudre sont fréquemment utilisés. Ail, oignons, persil, et cive sont utilisés quotidiennement. La coriandre fraîche est peu utilisée car peu aromatique. Le basilic est plutôt utilisé en décoction médicinale. 
- Anis vert
- Cannelle
- Cardamome
- Clou de girofle
- Cumin
- Curcuma
- Gingembre
- Coriandre
- Moutarde noire
- Piment
- Safran
- Tamarin

## Recettes

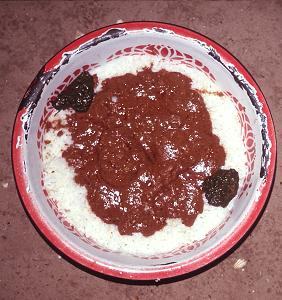
Mafé.

- Mafé ou Tiguadèguè na: riz blanc avec une sauce à la pâte d'arachide
- Soupe kandia ou Gambura: ragoût aux gombos et à l'huile de palme accompagné de riz
- Fakoye: sauce originaire du Nord du Mali, préparée à partir de feuilles de corète potagère, appelé aussi Mloukhiya dans les pays arabes, séchées et pilées
- Paté: C'est un beignet farci avec de la viande hachée, des œufs et des épices et accompagné d'une sauce à la tomate
- Le Widjila: boules de pain cuites à la vapeur dans un couscoussier
- Borokhé: feuilles de manioc et de pâte d’arachides
- Couscous Fonio
- Djouka de Fonio: plat d’origine malienne à base de fonio et d’arachides broyées
- Riz wolof
- Saka Saka: plat à base de feuilles de manioc pilées
- Bassi ou couscous de mil: plat de base dans la culture Soninké
- Gnugubala yèlèn: couscous de mil agrémenté d’herbes fraîches, d’huile et d’épices façon taboulé, mais se consomme chaud.
- Lafiri ou soumbala lafiri: sauce typique malienne à base de soumbala, servie avec du riz blanc.
- Tô: incontournable de la cuisine malienne ; c’est le plat de base de certaines ethnies comme les Bambaras ou les dogons. Deux grandes variantes existent : le tô de mil et de maïs. Dans les familles les plus aisées, on le consomme avec deux sauces : une sauce rouge à base d’oignons, de tomates, de viande ou  de poisson et une sauce gluante à base de gombo ou de feuilles de Baobab.

## Dessert
- Dégué : dessert à base de lait caillé et de semoule de mil que l'on peut trouver dans d’autres pays d’Afrique de l’Ouest sous d’autres noms
- Moni : dessert fait à partir des petites billes de farine de mil (le plus répandu), de maïs ou de sorgho qu’on fait bouillir, puis qu’on mélange éventuellement avec du sucre et du lait (certaines familles le consomment le matin accompagné de gnomi ou frou frou).

- Sanglé : dessert d’origine sénégalaise dont la présence est recensée au Mali au XVIIe siècle. C'est une bouillie de mil épaisse accompagnée de lait caillé sucré.
- Seri : dessert fait à partir de riz.
- Furu furu : est un dessert malien qui est plus mangé le matin au petit-déjeuner, c'est souvent à base de purée de mil.
- Ngomi : Comme le furu furu, il est fait à base de riz très souvent dégusté comme plat avec une soupe à base des membres inférieurs du mouton ou de la vache.

## Boisson
- Dableni : boisson réalisée à partir de fleurs d’hibiscus. Boisson rafraîchissante mais pas seulement, la feuille d’hibiscus est une plante médicinale.
- Gnamankoudji : jus de gingembre préparé à partir des rhizomes du gingembre.
- Tomi dji : jus à base de tamarin
- Kinkeliba : tisane rafraîchissante à partir de feuilles de kinkeliba infusées
- Zira dji : jus de baobab, faite à partir de son fruit appelé zira (pain de singe), très consommé par les Maliens
- Moukou dji : jus de mil, faite avec du mil et du pain de singe

D’autres jus existent également, avec des plantes et fruits typiques, ainsi que du mil, comme les jus de goyave, de corossot